# تصفيات كأس العالم 2014 – أوروبا المجموعة س

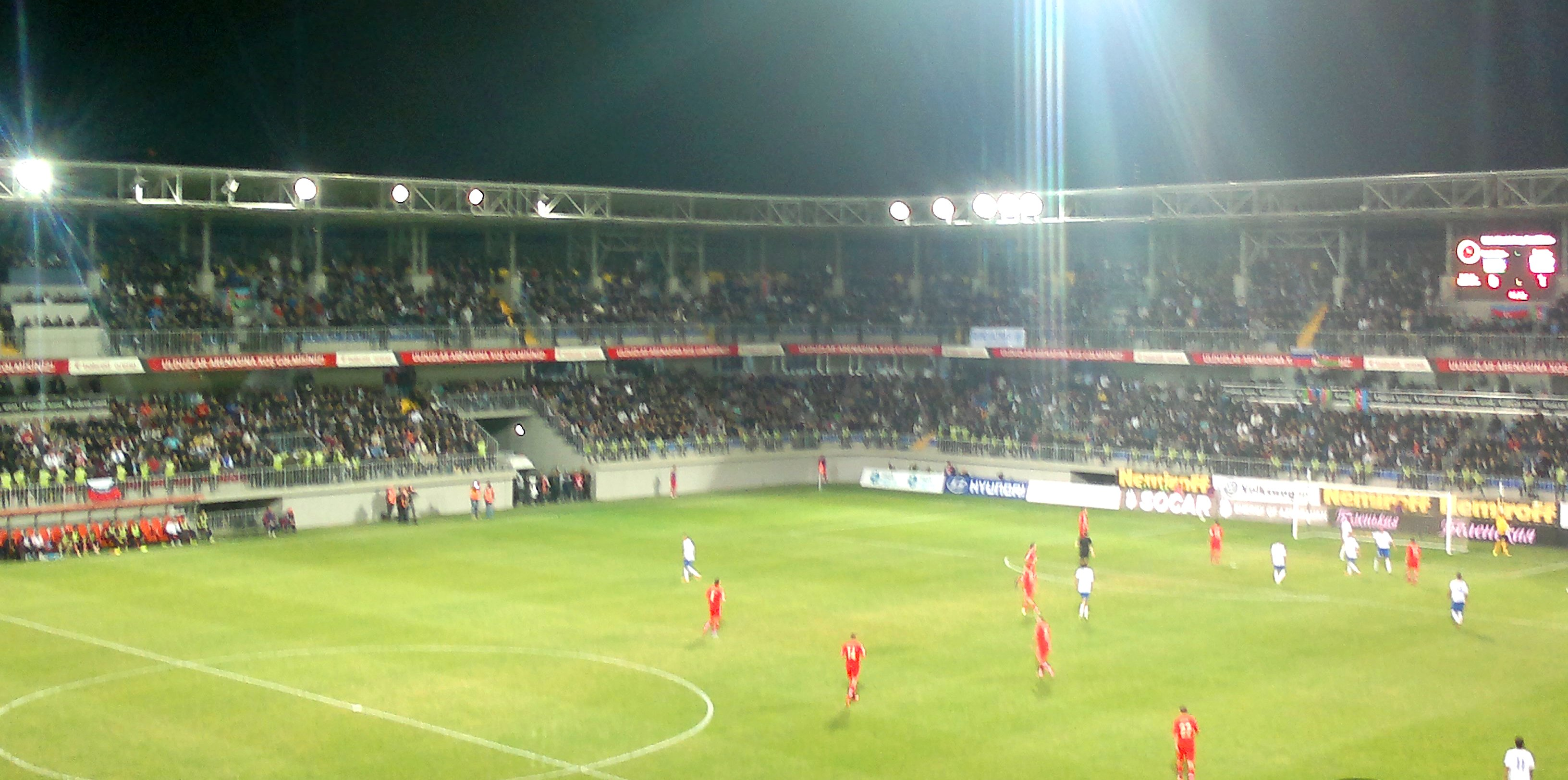

تصفيات كأس العالم لكرة القدم 2014 أوروبا المجموعة F هي إحدى مجموعات اليويفا المؤهلة لكأس العالم لكرة القدم 2014. وتضم المجموعة أذربيجان، وإسرائيل، ولوكسمبورغ، وأيرلندا الشمالية، والبرتغال وروسيا.
فائز المجموعة سوف يتأهل بشكل مباشر إلى نهائيات كأس العالم 2014. ومن بين أصحاب المركز الثاني في المجموعات التسع، سيتقدم أفضل ثمانية (يتم تحديدهم عن طريق نتائجهم ضد الفرق أصاحب المركز الأول، والثالث، والرابع، والخامس فقط لتحقيق التوازن بين الجماعات المختلفة) احتلوا المركز الثاني إلى المباريات الفاصلة، حيث سيتم تقسيمهم إلى أربعة مواجهات ذهاب وإياب لتحديد هوية المتأهلين الأربع الآخرين.

## الترتيب
| الفريق           | لعب | ف | ت | خ | أ.له | أ.ع | أ.ف | نقاط |  | روسيا | البرتغال | إسرائيل | أذربيجان | أيرلندا الشمالية | لوكسمبورغ |
| ---------------- | --- | - | - | - | ---- | --- | --- | ---- |  | ----- | -------- | ------- | -------- | ---------------- | --------- |
| روسيا (Q)        | 10  | 7 | 1 | 2 | 20   | 5   | +15 | 22   |  | —     | 1–0      | 3–1     | 1–0      | 2–0              | 4–1       |
| البرتغال (A)     | 10  | 6 | 3 | 1 | 20   | 9   | +11 | 21   |  | 1–0   | —        | 1–1     | 3–0      | 1–1              | 3–0       |
| إسرائيل          | 10  | 3 | 5 | 2 | 19   | 14  | +5  | 14   |  | 0–4   | 3–3      | —       | 1–1      | 1–1              | 3–0       |
| أذربيجان         | 10  | 1 | 6 | 3 | 7    | 11  | −4  | 9    |  | 1–1   | 0–2      | 1–1     | —        | 2–0              | 1–1       |
| أيرلندا الشمالية | 10  | 1 | 4 | 5 | 9    | 17  | −8  | 7    |  | 1–0   | 2–4      | 0–2     | 1–1      | —                | 1–1       |
| لوكسمبورغ        | 10  | 1 | 3 | 6 | 7    | 26  | −19 | 6    |  | 0–4   | 1–2      | 0–6     | 0–0      | 3–2              | —         |

## المباريات
تم تحديد جدول المباريات في اجتماع عقد في مدينة لوكسمبورغ، لوكسمبورغ يوم 25 نوفمبر 2011.
| روسيا                              | 2–0   | أيرلندا الشمالية |
| ---------------------------------- | ----- | ---------------- |
| فايزولين 30' · شيروكوف 78' (ركلة.) | تقرير |                  |

| أذربيجان   | 1–1   | إسرائيل   |
| ---------- | ----- | --------- |
| أبيشوف 65' | تقرير | ناتخو 50' |

| لوكسمبورغ   | 1–2   | البرتغال                  |
| ----------- | ----- | ------------------------- |
| دا موتا 13' | تقرير | رونالدو 28' · بوستيغا 54' |

| إسرائيل | 0–4   | روسيا                                         |
| ------- | ----- | --------------------------------------------- |
|         | تقرير | كيرجاكوف 7'، 64' · كوكورين 18' · فايزولين 78' |

| أيرلندا الشمالية | 1–1   | لوكسمبورغ   |
| ---------------- | ----- | ----------- |
| شيلس 14'         | تقرير | دا موتا 86' |

| البرتغال                             | 3–0   | أذربيجان |
| ------------------------------------ | ----- | -------- |
| فاريلا 63' · بوستيغا 85' · ألفيش 88' | تقرير |          |

| روسيا       | 1–0   | البرتغال |
| ----------- | ----- | -------- |
| كيرجاكوف 6' | تقرير |          |

| لوكسمبورغ | 0–6   | إسرائيل                                                      |
| --------- | ----- | ------------------------------------------------------------ |
|           | تقرير | راضي 4' · بن باسات 12' · حيمد 27'، 74'، 90+1' · ميليكسون 61' |

| روسيا               | 1–0   | أذربيجان |
| ------------------- | ----- | -------- |
| شيروكوف 84' (ركلة.) | تقرير |          |

| إسرائيل                      | 3–0   | لوكسمبورغ |
| ---------------------------- | ----- | --------- |
| حيمد 13'، 48' · بن باسات 35' | تقرير |           |

| البرتغال    | 1–1   | أيرلندا الشمالية |
| ----------- | ----- | ---------------- |
| بوستيغا 79' | تقرير | ماكغين 30'       |

| أيرلندا الشمالية | 1–1   | أذربيجان |
| ---------------- | ----- | -------- |
| هيلي 90+6'       | تقرير | علييف 5' |

| إسرائيل                              | 3–3   | البرتغال                                |
| ------------------------------------ | ----- | --------------------------------------- |
| حيمد 24' · بن باسات 40' · غيرشون 70' | تقرير | ألفيش 2' · بوستيغا 72' · كوينتراو 90+3' |

| لوكسمبورغ | 0–0   | أذربيجان |
| --------- | ----- | -------- |
|           | تقرير |          |

| أذربيجان | 0–2   | البرتغال                  |
| -------- | ----- | ------------------------- |
|          | تقرير | ألفيش 63' · ه. ألميدا 79' |

| أيرلندا الشمالية | 0–2   | إسرائيل                     |
| ---------------- | ----- | --------------------------- |
|                  | تقرير | ريفايلوف 77' · بن باسات 84' |

| أذربيجان   | 1–1   | لوكسمبورغ |
| ---------- | ----- | --------- |
| أبيشوف 71' | تقرير | بينسي 80' |

| البرتغال   | 1–0   | روسيا |
| ---------- | ----- | ----- |
| بوستيغا 9' | تقرير |       |

| أيرلندا الشمالية | 1–0   | روسيا |
| ---------------- | ----- | ----- |
| باتيرسون 43'     | تقرير |       |

| روسيا                                          | 4–1   | لوكسمبورغ  |
| ---------------------------------------------- | ----- | ---------- |
| كوكورين 1'، 36' · كيرجاكوف 59' · ساميدوف 90+3' | تقرير | خواكيم 90' |

| أيرلندا الشمالية       | 2–4   | البرتغال                          |
| ---------------------- | ----- | --------------------------------- |
| ماكاولي 36' · وارد 52' | تقرير | ألفيش 21' · رونالدو 68'، 77'، 83' |

| إسرائيل   | 1–1   | أذربيجان      |
| --------- | ----- | ------------- |
| شيختر 73' | تقرير | اميرجوليف 61' |

| روسيا                                          | 3–1   | إسرائيل      |
| ---------------------------------------------- | ----- | ------------ |
| ف. بيريزوتسكي 49' · كوكورين 52' · غلوشاكوف 74' | تقرير | زاهافي 90+3' |

| لوكسمبورغ                            | 3–2   | أيرلندا الشمالية           |
| ------------------------------------ | ----- | -------------------------- |
| خواكيم 45+1' · بينسي 78' · يانيش 87' | تقرير | باتيرسون 14' · ماكاولي 82' |

| أذربيجان                    | 2–0   | أيرلندا الشمالية |
| --------------------------- | ----- | ---------------- |
| داداشوف 58' · شوكوروف 90+4' | تقرير |                  |

| لوكسمبورغ | 0–4   | روسيا                                                     |
| --------- | ----- | --------------------------------------------------------- |
|           | تقرير | ساميدوف 9' · فايزولين 39' · غلوشاكوف 45+2' · كيرجاكوف 73' |

| البرتغال  | 1–1   | إسرائيل      |
| --------- | ----- | ------------ |
| كوستا 28' | تقرير | بن باسات 85' |

| أذربيجان   | 1–1   | روسيا       |
| ---------- | ----- | ----------- |
| جوادوف 90' | تقرير | شيروكوف 16' |

| إسرائيل      | 1–1   | أيرلندا الشمالية |
| ------------ | ----- | ---------------- |
| بن باسات 43' | تقرير | ديفيس 72'        |

| البرتغال                            | 3–0   | لوكسمبورغ |
| ----------------------------------- | ----- | --------- |
| فاريلا 30' · ناني 36' · بوستيغا 78' | تقرير |           |

ملاحظات
1. ↑  Northern Ireland v Russia was originally to be played on 22 مارس 2013, 19:45 local time, but was postponed to the next day, 15:00 local time, due to heavy snowfall,[1] and was postponed again after a pitch inspection in the morning of 23 مارس 2013.[2] The match was rescheduled to be played on 14 أغسطس 2013.[3]
2. ↑  Russia v Luxembourg was originally to be kicked off at 18:30 local time, but was delayed by an hour due to rain.[4]

## الهدافين
6 أهداف
| - إدن بن باسات | - تومر حيمد | - هيلدر بوستيغا |

5 أهداف
| - ألكساندر كيرجاكوف |

4 أهداف
| - برونو ألفيش | - كريستيانو رونالدو | - ألكساندر كوكورين |

3 أهداف
| - فيكتور فايزولين | - رومان شيروكوف |  |

هدفين
| - رسلان أبيشوف - ستيفانو بينسي - دانييل دا موتا | - أوريليان خواكيم - غاريث ماكاولي - مارتين باتيرسون | - سيلفيستر فاريلا - دينيس غلوشاكوف - ألكساندر ساميدوف |

هدف واحد
| - رؤوف علييف - راهيد اميرجوليف - رفعت داداشوف - واقف جوادوف - ماهر شوكوروف - رامي غيرشون - ماور ميليكسون - بيبراس ناتخو | - مهران راضي - ليور ريفايلوف - إيتاي شيختر - إيران زاهافي - ماتياس يانيش - ستيفن ديفيس - ديفيد هيلي - نايل ماكغين | - دين شيلس - جيمي وارد - هوغو ألميدا - فابيو كوينتراو - ريكاردو كوستا - ناني - فاسيلي بيريزوتسكي |

## وصلات خارجية
- نتائج وجدول مجموعة اليويفا F (نسخة FIFA.com)
- نتائج وجدول مجموعة اليويفا F (نسخة UEFA.com)